# Danny Ings
Daniel William John Ings (Winchester, Inglaterra, 23 de julio de 1992), más conocido como Danny Ings, es un futbolista británico que juega de delantero y se encuentra sin equipo tras abandonar el West Ham United F. C.

## Trayectoria

### AFC Bournemouth
Debutó como futbolista profesional en octubre de 2009 con el AFC Bournemouth. Más tarde, en septiembre del 2010, fichó por el Dorchester Town F. C. en calidad de préstamo por dos meses, periodo tras el que regresó al AFC Bournemouth, donde anotó su primer gol en febrero de 2011.

### Burnley F. C.
En agosto de 2011 firmó un contrato de 5 años con el Burnley F. C., que pagó al AFC Bournemouth un millón de libras por él. Debutó con el equipo el 14 de febrero de 2012 en la victoria contra el Barnsley F. C., sustituyendo a Charlie Austin. Su primer gol con el Burnley fue el 31 de marzo en la victoria contra el Portsmouth F. C. por 5-1.
En la temporada 2013-14, los pronósticos colocaban al Burnley F. C. como un posible candidato a descender. Sin embargo, el equipo no sólo logró salvar la categoría, sino que ascendió de forma directa a la Premier League. En gran parte gracias al trabajo de Danny Ings, quien, a pesar de ser suplente de Charlie Austin antes de su venta en el verano de 2013, logró marcar 21 goles, llegando a ser elegido jugador del año del Championship.
En su primera temporada en la Premier League, logró marcar 11 goles y hacer tres asistencias. Los dos primeros los anotó el 22 de noviembre de 2014, en la victoria del Burnley F. C. ante el Stoke City por 2-1.

### Liverpool F. C.
El 8 de junio de 2015 se hizo oficial su fichaje por el Liverpool F. C., club al que llegó con carta de libertad. Antes de fichar por el conjunto de Reino Unido, había recibido una oferta de la Real Sociedad, equipo de la Primera División de España, que el jugador rechazó.
Debutó con la camiseta red el 29 de agosto de 2015, en la derrota 0-3 ante el West Ham United F. C. Convirtió su primer gol el 20 de septiembre ante el Norwich City F. C., en un encuentro que terminó en empate 1-1. El 4 de octubre marcó en el derbi de Merseyside ante el Everton F. C.
El 15 de octubre, en el primer entrenamiento del nuevo entrenador Jürgen Klopp, se lesionó el ligamento cruzado anterior (su compañero Joe Gomez sufrió la misma lesión el mismo día), privándolo de casi el resto de la temporada. Volvió a la cancha el último partido de la temporada ante el West Bromwich Albion F. C., el 15 de mayo de 2016.

### Southampton F. C.
El 30 de junio de 2019 los saints pagaron al Liverpool más de 22 millones de libras, firmando por tres temporadas, luego de que la anterior temporada ya la hubiese jugado cedido. Dejó definitivamente al Liverpool cuya camiseta defendió en 25 ocasiones durante tres temporadas. La temporada 2019-20 fue especialmente buena para él, en julio de 2020 anotó su gol número 20 en Premier League en la temporada ante el Brighton, convirtiéndose así en el tercer futbolista en la historia del Southampton en marcar 20 goles o más en Premier League. Finalizó la temporada con 22 goles lo cual le permitió ser segundo en la Bota de Oro de la Premier League de esa temporada, empatado con Pierre-Emerick Aubameyang y solamente un gol por detrás de Jamie Vardy.

## Selección nacional
El 3 de octubre de 2013 fue llamado por primera vez por la selección sub-21 de Inglaterra entrenada por Gareth Southgate. Debutó una semana después en la victoria por 4-0 ante San Marino. El 19 de noviembre de 2013 anotó por primera vez con la selección sub-21 de Inglaterra con un doblete en la victoria por 9-0 ante San Marino.
Debutó oficialmente con la selección absoluta en una victoria por 3-0 ante Lituania el 12 de octubre de 2015. Tras casi cinco años, hizo su segunda aparición internacional, el 5 de septiembre de 2020, cuando ingresó desde el banquillo en el minuto 68 en la victoria por 1-0 sobre Islandia en la Liga de Naciones de la UEFA.
Anotó su primer gol internacional jugando como titular en la victoria amistosa de Inglaterra por 3-0 sobre Gales el 8 de octubre de 2020.

## Estadísticas

### Clubes
| Club                             | Div.          | Temporada     | Liga  | Liga  | Copas nacionales | Copas nacionales | Copas internacionales | Copas internacionales | Total | Total |
| Club                             | Div.          | Temporada     | Part. | Goles | Part.            | Goles            | Part.                 | Goles                 | Part. | Goles |
| -------------------------------- | ------------- | ------------- | ----- | ----- | ---------------- | ---------------- | --------------------- | --------------------- | ----- | ----- |
| AFC Bournemouth Inglaterra       | 4.ª           | 2009-10       | 0     | 0     | 1                | 0                | —                     | —                     | 1     | 0     |
| AFC Bournemouth Inglaterra       | 3.ª           | 2010-11       | 28    | 8     | 0                | 0                | —                     | —                     | 28    | 8     |
| AFC Bournemouth Inglaterra       | 3.ª           | 2011-12       | 1     | 0     | 0                | 0                | —                     | —                     | 1     | 0     |
| AFC Bournemouth Inglaterra       | Total club    | Total club    | 29    | 8     | 1                | 0                | 0                     | 0                     | 30    | 8     |
| Burnley F. C. Inglaterra         | 2.ª           | 2011-12       | 15    | 3     | 0                | 0                | —                     | —                     | 15    | 3     |
| Burnley F. C. Inglaterra         | 2.ª           | 2012-13       | 32    | 3     | 1                | 0                | —                     | —                     | 33    | 3     |
| Burnley F. C. Inglaterra         | 2.ª           | 2013-14       | 40    | 21    | 5                | 5                | —                     | —                     | 45    | 26    |
| Burnley F. C. Inglaterra         | 1.ª           | 2014-15       | 35    | 11    | 2                | 0                | —                     | —                     | 37    | 11    |
| Burnley F. C. Inglaterra         | Total club    | Total club    | 122   | 38    | 8                | 5                | 0                     | 0                     | 130   | 43    |
| Liverpool F. C. Inglaterra       | 1.ª           | 2015-16       | 6     | 2     | 1                | 1                | 2                     | 0                     | 9     | 3     |
| Liverpool F. C. Inglaterra       | 1.ª           | 2016-17       | 0     | 0     | 2                | 0                | —                     | —                     | 2     | 0     |
| Liverpool F. C. Inglaterra       | 1.ª           | 2017-18       | 8     | 1     | 2                | 0                | 4                     | 0                     | 14    | 1     |
| Liverpool F. C. Inglaterra       | Total club    | Total club    | 14    | 3     | 5                | 1                | 6                     | 0                     | 25    | 4     |
| Southampton F. C. Inglaterra     | 1.ª           | 2018-19       | 24    | 7     | 1                | 1                | —                     | —                     | 25    | 8     |
| Southampton F. C. Inglaterra     | 1.ª           | 2019-20       | 38    | 22    | 4                | 3                | —                     | —                     | 42    | 25    |
| Southampton F. C. Inglaterra     | 1.ª           | 2020-21       | 29    | 12    | 4                | 1                | —                     | —                     | 33    | 13    |
| Southampton F. C. Inglaterra     | Total club    | Total club    | 91    | 41    | 9                | 5                | 0                     | 0                     | 100   | 46    |
| Aston Villa F. C. Inglaterra     | 1.ª           | 2021-22       | 30    | 7     | 1                | 0                | —                     | —                     | 31    | 7     |
| Aston Villa F. C. Inglaterra     | 1.ª           | 2022-23       | 18    | 6     | 3                | 1                | —                     | —                     | 21    | 7     |
| Aston Villa F. C. Inglaterra     | Total club    | Total club    | 48    | 13    | 4                | 1                | 0                     | 0                     | 52    | 14    |
| West Ham United F. C. Inglaterra | 1.ª           | 2022-23       | 17    | 2     | —                | —                | 5                     | 1                     | 22    | 3     |
| West Ham United F. C. Inglaterra | 1.ª           | 2023-24       | 20    | 1     | 4                | 0                | 6                     | 0                     | 30    | 1     |
| West Ham United F. C. Inglaterra | 1.ª           | 2024-25       | 15    | 1     | 2                | 0                | —                     | —                     | 17    | 1     |
| West Ham United F. C. Inglaterra | Total club    | Total club    | 52    | 4     | 6                | 0                | 11                    | 1                     | 69    | 5     |
| Total carrera                    | Total carrera | Total carrera | 356   | 107   | 33               | 12               | 17                    | 1                     | 406   | 120   |
| 1. 2.                            |               |               |       |       |                  |                  |                       |                       |       |       |

## Palmarés

### Títulos internacionales
| Título                             | Club                  | Sede  | Año  |
| ---------------------------------- | --------------------- | ----- | ---- |
| Liga Europa Conferencia de la UEFA | West Ham United F. C. | Praga | 2023 |